# Oleh Hornykiewicz
Oleh Hornykiewicz (Leópolis, 17 de novembro de 1926 – Viena, 26 de maio de 2020) foi um bioquímico austríaco.

## Morte
Morreu no dia 26 de maio de 2020 em Viena, aos 93 anos.